# Église orthodoxe turque
L'Église orthodoxe turque (en turc : Türk Ortodoks Kilisesi), Église orthodoxe turque karamanli, ou Patriarcat orthodoxe turc autocéphale (en turc : Bağımsız Türk Ortodoks Patrikhanesi), est une Église orthodoxe autocéphale. Le chef de l’Église porte le titre de Patriarche (en turc : Patrik) et réside à İstanbul.

## Sous la République

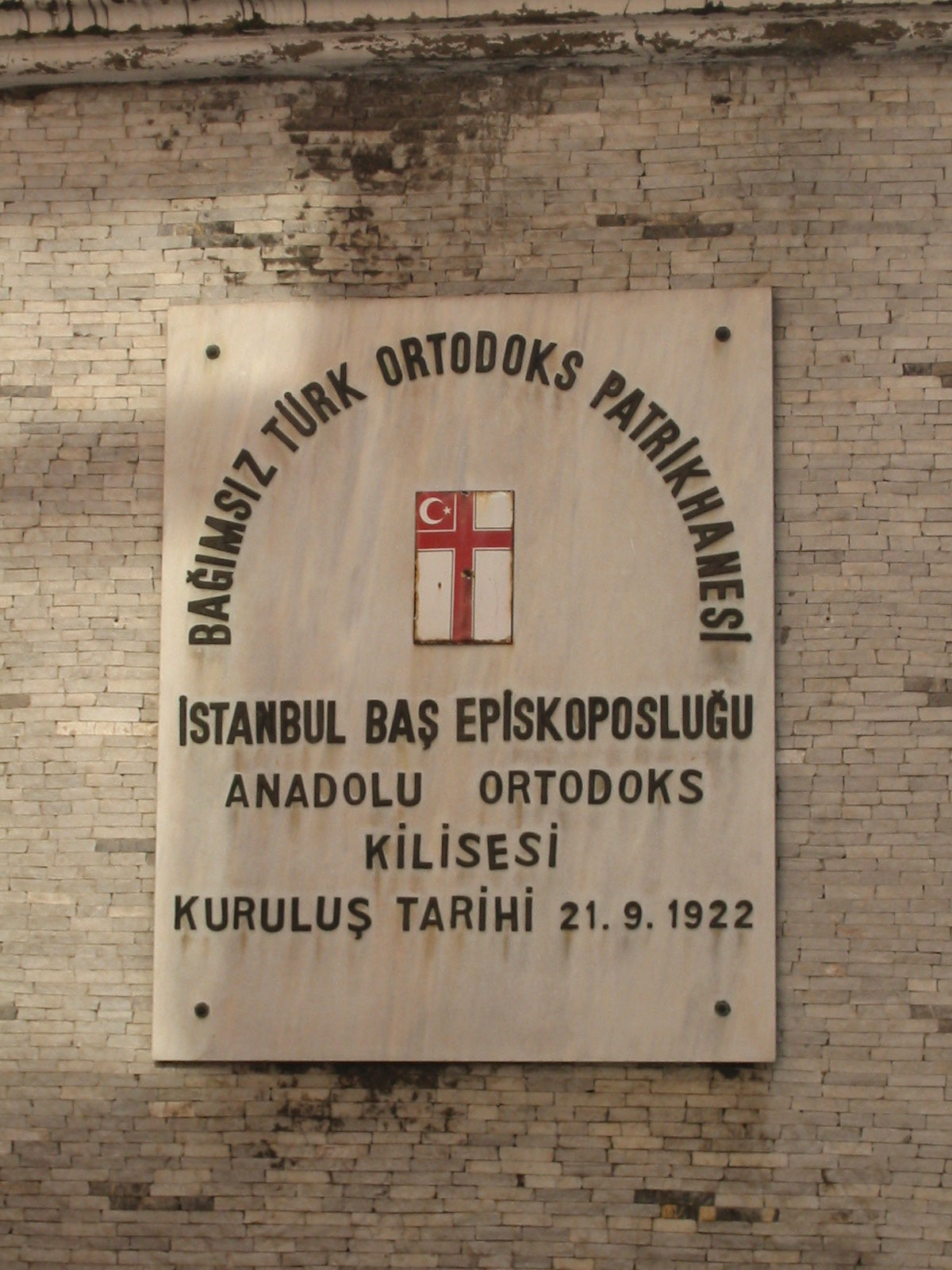
Patriarcat orthodoxe turc indépendant. Plaque indiquant la présence du Patriarcat sur l'église Notre-Dame de Caffa d'Istanbul

Après la dislocation de l'URSS, le gouvernement turc proposa à Stepan Topal, alors leader des Gök-Oguz ou Gagaouzes (turcophones orthodoxes de Bessarabie), de se rattacher à Eftim III, qui serait ainsi passé d’une quarantaine de fidèles à près de 120 000.

## Patriarches
- Papa Eftim I (1923-1964)
- Eftim II (1964-1991)
- Eftim III (1991-2002)
- Eftim IV (depuis 2002)